# 인도표범
인도표범은 표범의 한 아종이다. 분포하는 지역은 인도, 방글라데시, 파키스탄등 남부아시아다. 스리랑카섬에는 스리랑카표범이 서식한다.

## 먹이
주로 액시스사슴, 돼지사슴, 삼바사슴, 인도영양, 네뿔영양, 산양, 멧돼지, 원숭이, 토끼, 다람쥐, 등을 잡아먹는다.

## 같이 보기
- 표범
- 잔지바르표범